# Stoke sub Hamdon
Stoke sub Hamdon är en ort och civil parish i Storbritannien.   Den ligger i grevskapet Somerset och riksdelen England, i den södra delen av landet, 190 km väster om huvudstaden London. Stoke sub Hamdon ligger 53 meter över havet och antalet invånare är 2 004.
Terrängen runt Stoke sub Hamdon är platt, och sluttar norrut. Runt Stoke sub Hamdon är det ganska tätbefolkat, med 160 invånare per kvadratkilometer. Närmaste större samhälle är Yeovil, 8,3 km öster om Stoke sub Hamdon. Trakten runt Stoke sub Hamdon består till största delen av jordbruksmark.